# Train touristique des Lavières
Le Train touristique des Lavières de l'association Chemin de fer touristique Issois (CFTI), circule en saison sur une ligne de 1,4 km en voie de 50 cm. La gare de départ est située rue des pins à Is-sur-Tille, dans le département de la Côte-d'Or en région Bourgogne-Franche-Comté. 

## Histoire
Ce chemin de fer, également appelé CFTI (chemin de fer touristique Issois) est né en 1977 à Is-sur-Tille en Côte d'or (21)
Utilisant du matériel en voie de 50, comme le Petit train d'Artouste, le train a d'abord évolué sur un réseau
de 60 mètres de long installé lors de fêtes à Is-sur-Tille.  
Le premier réseau permanent fut réalisé en 1978 à la périphérie de la ville en bordure de forêt.
Il faisait 220 mètres de long.
C'est en 1988 que l'association créa un nouveau réseau de 600 mètres de long situé à 400 mètres de l'ancien.
Il est doté d'un dépôt avec 3 voies, d'un snack, d'une billetterie.
De 1992 à 2005, une extension fut réalisée pour rallonger le réseau à 1,4 km

## Matériel
Le CFTI utilise exclusivement des engins à moteur essence et diesel :
- Y 01 : la première machine fut construite en 1977 par l'association à partir d'un châssis de wagon avec un moteur de moto agissant sur un essieu et une carrosserie en tôle. Aujourd'hui à la retraite, elle est en cours de modification.
- Y 02 : deuxième locomotive également construite artisanalement en 1978. Utilisant une châssis de wagon, un moteur de Citroën Dyane agissant sur deux essieux et un carrosserie en bois qui fit ensuite place à une carrosserie en tôle.
- Locotracteur Petolat : acquis en 1980 et construit par l'usine Petolat à Dijon en 1937, il est doté d'un moteur mono-cylindre 2 temps Deutz. Seul exemplaire sauvegardé de l'ancienne marque Dijonnaise, il a été classé monument historique.
- Locotracteur Plymouth type RLD : acheté en 1996 et mis en service en 2007, il a été construit aux États-Unis dans l'Ohio en 1947 et apporté en France dans le cadre du plan Marshall. Aujourd'hui rénové, il est équipé d'un diesel Lombardini agissant sur les deux essieux.
- Les baladeuses : les trains sont composés de baladeuses de fabrication artisanales couvertes ou découvertes.